# 井陉矿区
井陉矿区是河北省石家庄市的一个市辖区。但位于井陉县境内，是远离市区的飛地，是一个煤矿矿区。民国时代有名的井陉正丰煤矿股份公司位于该矿区。有“国家AAA级旅游景点”清凉山景区。區人民政府駐矿市南街。

## 行政区划
井陉矿区下辖2个街道办事处、2个镇、1个乡：
矿市街街道、四微街道、贾庄镇、凤山镇和横涧乡。

## 历史
1950年3月12日，经政务院批准，华北行政委员会决定将井陉煤矿及周围40个行政村从井陉县析出，设置井陉矿区，归石家庄市管辖。1958年5月15日矿区并入井陉县。1959年6月6日，周恩来总理视察井陉矿务局，得知撤区后煤矿职工蔬菜、粮油等基本生活用品供应困难，亲自指示重设矿区。1960年5月，矿区从井陉县分出，与井陉矿务局合并，成立“社企合一”的井陉煤矿人民公社，归石家庄市管辖。1963年5月，撤销井陉煤矿人民公社，矿区与矿务局政企分开，归石家庄市所辖。
1989年12月8日民政部【民行批[1989]30号】批复河北省人民政府1989年7月31日《关于撤销石家庄市井陉矿区的请示》：经国务院批准，同意撤销石家庄市井陉矿区，将原井陉矿区划归井陉县管辖。1989年12月30日，石家庄市委、市政府领导到矿区召开副科级以上干部大会，宣布撤销井陉矿区建制，归井陉县管辖。1990年2月27日，石家庄市领导到矿区宣布成立“矿区工委、区公所、区人大联络处和区政协联络处”，并考察班子。“国务院批复后出现了意想不到的情况，矿区干部、群众纷纷要求调离，各大企业要求到市里建厂”，“经过反复考虑，既然国务院已经批复，应该尽量贯彻、落实，市政府想尽一切办法，制订了一些优惠政策，仍然执行不了”，“1990年比1989年，国民生产总值下降17．7％，工农业总产值下降8％”，“据不完全统计，1989年宣布撤区以来，干部、工程技术人员、技术骨干调走的近千名”。河北省人民政府于1990年10月决定井陉矿区暂按原体制运转。1990年10月5日中共石家庄市委、石家庄市人民政府发文确认：矿区恢复原体制运行，归石家庄市管辖。
1992年5月30日民政部【民行批[1992]57号】批复1991年12月2日河北省人民政府《关于恢复石家庄市井陉矿区的请示》（冀政〔1991〕95号）：国务院批准，同意恢复石家庄市井陉矿区。1992年8月15日，河北省人民政府下发《关于恢复石家庄市井陉矿区的通知》【冀政（通知）〔1992〕75号】，正式恢复石家庄市井陉矿区。恢复后的井陉矿区辖矿市镇、贾庄镇、凤山乡和横涧乡。同时撤销井陉矿区公所。1992年9月26日，召开恢复石家庄市井陉矿区建制大会。

## 人口
截至2020年11月1日零时，根據第七次全国人口普查结果显示：井陉矿区常住人口77015人。

## 文化名人
- 梅宝山（摄影家）